# Oxytettix arius
Oxytettix arius är en insektsart som först beskrevs av Rehn, J.A.G. 1929.  Oxytettix arius ingår i släktet Oxytettix och familjen torngräshoppor. Inga underarter finns listade i Catalogue of Life.